# Fort Drum
Fort Drum è una comunità militare della United States Army e census-designated place (CDP) degli Stati Uniti d'America, situato nello Stato di New York, nella contea di Jefferson.